# Cromión

Mapa del Istmo de Corinto donde se aprecia la posible ubicación de Cromión.

Cromión es el nombre de una antigua ciudad griega, que según la época perteneció a Corintia o a Megáride.
Era una ciudad ribereña del golfo Sarónico. Se ha propuesto su identificación con la localidad actual de Hagioi Theódoroi, a unos 26 km de la antigua Corinto.
El fundador epónimo fue Cromo, hijo de Posidón. La mitología sitúa aquí el episodio de la muerte de la cerda Fea o Faya a manos de Teseo.
Allí hizo una campaña el polemarco Praxitas de Esparta, el 390 a. C. ocupando Cromión y la vecina Sidunte. Después dejó guarniciones en ambas fortificaciones, pero Ifícrates de Atenas se apoderó posteriormente de estos lugares.
El Periplo de Pseudo-Escílax señala que pertenecía a los corintios, al igual que Sidunte.